# Eupithecia subicterata
Eupithecia subicterata är en fjärilsart som beskrevs av Louis Beethoven Prout 1930. Eupithecia subicterata ingår i släktet Eupithecia och familjen mätare. Inga underarter finns listade i Catalogue of Life.